# Selby
Selby je priimek več oseb:
- Arthur Roland Selby, britanski general
- Mark Selby, angleški igralec snookerja
- Montacute William Worrall Selby-Lowndes, britanski general
- Robyn Selby Smith, avstralska veslačica